# AC Semassi Football Club
L'AC Semassi Football Club és un club de futbol togolès de la ciutat de Sokodé. Juga els seus partits a l'estadi Municipal de Sokodé.

## Palmarès
- Lliga togolesa de futbol:[1]
  - 1978, 1979, 1981, 1982, 1983, 1993, 1994, 1995, 1999, 2014
- Copa togolesa de futbol:[2]
  - 1980,1982, 1990